# Julián Estiven Vélez
Julián Estiven Vélez (Medellín, 1982. február 9. –) kolumbiai válogatott labdarúgó.

## Nemzeti válogatott
A kolumbiai válogatottban 15 mérkőzést játszott.

## Statisztika
| Kolumbiai válogatott | Kolumbiai válogatott | Kolumbiai válogatott |
| Időszak              | Mérk.                | gól                  |
| -------------------- | -------------------- | -------------------- |
| 2006                 | 4                    | 0                    |
| 2007                 | 6                    | 0                    |
| 2008                 | 5                    | 0                    |
| Összesen             | 15                   | 0                    |